# 東三条駅

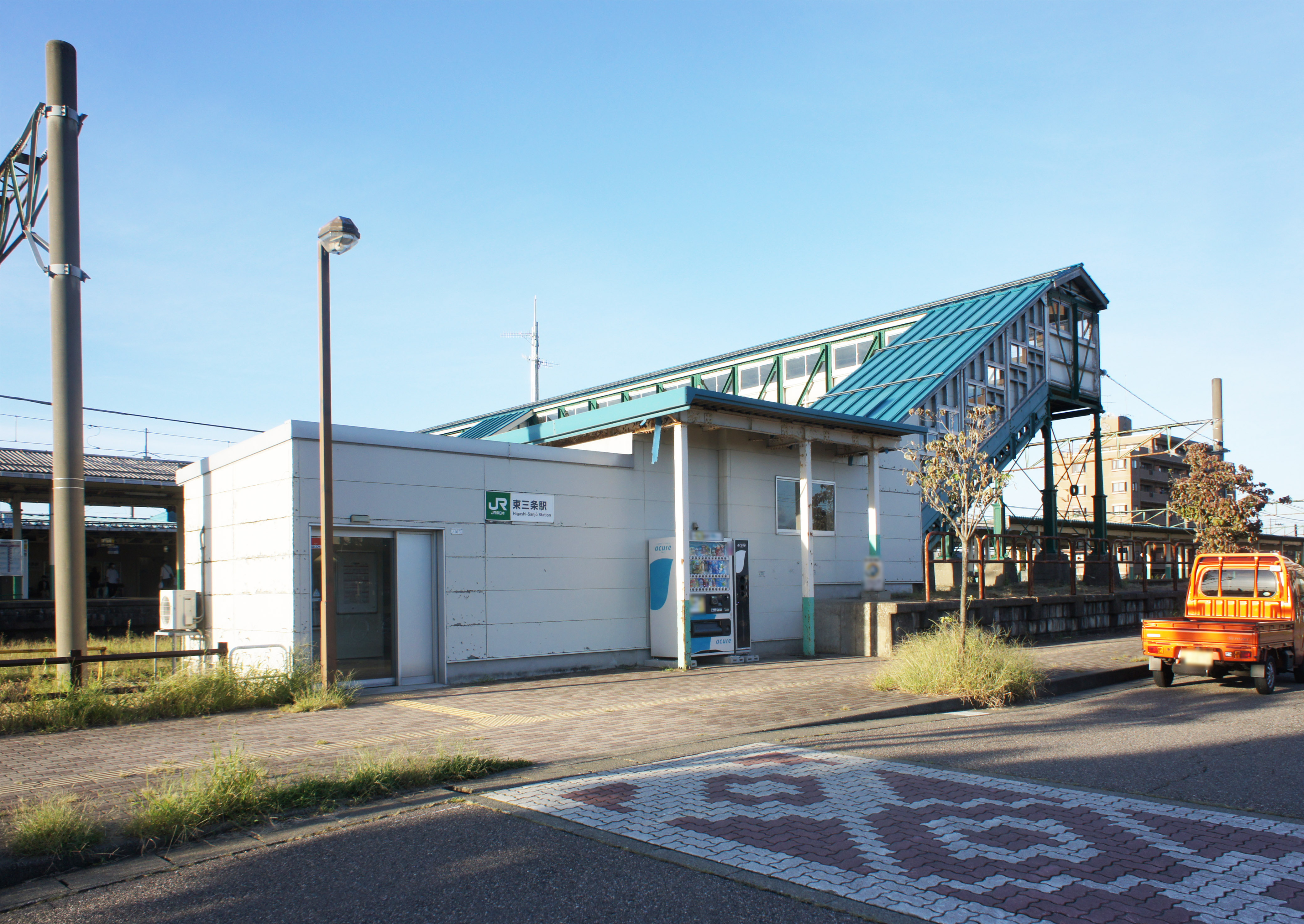
南口（2021年9月）

東三条駅（ひがしさんじょうえき）は、新潟県三条市東三条にある、東日本旅客鉄道（JR東日本）・日本貨物鉄道（JR貨物）の駅である。

## 概要
JTB時刻表において「市の代表（中心）駅」とされている。三条の古くからの中心市街地へは弥彦線西隣の北三条駅および信越本線南隣の三条駅が近いが、特急が停車するなど駅の規模としてはこちらが大きくなっており、路線バスも当駅を中心に発着している。
また、上越新幹線の燕三条駅の営業キロは当駅が基準となっている。

### 乗り入れ路線
信越本線と弥彦線の2路線が乗り入れ、接続駅となっている。当駅の所属線は信越本線である。ただし、JR貨物の第二種鉄道事業の路線は信越本線のみである。また、JR東日本が運行する旅客列車の発着はあるが、JR貨物が運行する貨物列車の発着は1998年（平成10年）以降なくなっている。弥彦線はかつては途中駅であったが、1985年（昭和60年）に当駅から越後長沢駅の間が部分廃止されてからは、当駅が終点となっている。

## 歴史
- 1897年（明治30年）11月20日：北越鉄道の一ノ木戸駅（いちのきどえき）として、沼垂 - 当駅間の開通時に開業[1][4]。
- 1898年（明治31年）6月16日：北越鉄道線が長岡駅まで開通。
- 1907年（明治40年）8月1日：北越鉄道が国有化[4]。帝国鉄道庁の駅となる。
- 1925年（大正14年）4月10日：越後鉄道線（現・弥彦線）燕 - 当駅間が開通、当駅に乗り入れ[1][5]。
- 1926年（大正15年）8月15日：東三条駅に改称[6][1][4]。
- 1927年（昭和2年）
  - 7月31日：越後鉄道線が越後長沢駅まで開通[7]。
  - 10月1日：越後鉄道が国有化、国鉄弥彦線となる[5]。
- 1944年（昭和19年）10月16日：弥彦線 当駅 - 越後長沢間が不要不急線として休止[7]。
- 1946年（昭和21年）10月1日：弥彦線 当駅 - 越後長沢間が営業再開[7]。
- 1947年（昭和22年）10月10日：新潟県内に昭和天皇の戦後巡幸。当駅発、長岡駅着のお召し列車が運行[8]。
- 1959年（昭和34年）1月26日：現駅舎に改築し、落成式を挙行[新聞 1]。
- 1962年（昭和37年）5月20日：構内が電化。
- 1965年（昭和40年）10月1日：特急「とき」が停車を開始[新聞 2]。
- 1968年（昭和43年）11月1日：貨物の設備改良が一部完成し、供用を開始[新聞 3]。
- 1985年（昭和60年）
  - 4月1日：弥彦線 当駅 - 越後長沢間が廃止[1]。
  - 9月1日：南口を開設[新聞 4]。
- 1987年（昭和62年）4月1日：国鉄分割民営化により、東日本旅客鉄道（JR東日本）・日本貨物鉄道（JR貨物）の駅となる[9]。
- 1997年（平成8年）9月15日：弥彦線 燕三条 - 当駅間高架化により、東三条駅付近のルートを変更[1]。
  - 信越本線をアンダーパスして駅東側4・5番線に入る形態を廃止、直接駅西側のホームに入る形式に変更し、急カーブを解消した[1]。
- 1998年（平成10年）4月1日：貨物列車の発着が廃止され、自動車代行輸送を開始[9]。
- 2000年（平成12年）12月12日：駅構内の信号制御盤をてこ式から電子連動装置に交換し、使用を開始[新聞 5]。
- 2003年（平成15年）3月：黒姫 - 越後石山間がCTC・PRC化[10]。当駅での運転取扱業務がなくなる。
- 2005年（平成17年）1月27日：自動改札機の供用を開始[報道 1]。
- 2006年（平成18年）
  - 1月21日：ICカード「Suica」の利用が可能となる[報道 2]。
  - 4月1日：東三条オフレールステーションが発足。
- 2008年（平成20年）3月15日：信越本線 長岡駅および弥彦線でICカード「Suica」の利用が可能となる[報道 3]。
- 2012年（平成24年）
  - 3月17日：東三条オフレールステーションのトラック便が廃止[注 1]。
  - 4月1日：東三条オフレールステーションが営業を終了[11]。JR貨物の駅は定期便設定なしの貨物駅となる。
- 2016年（平成28年）
  - 3月6日：北口外観の改装工事が完了。
  - 4月15日：北口にてリニューアルセレモニーを開催し、本格営業を開始[12][報道 4]。
- 2021年（令和3年）5月1日：業務委託化[2]。

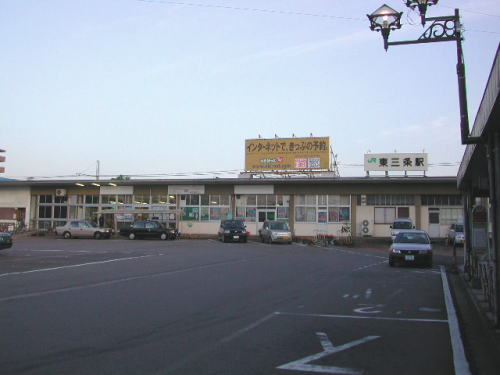
改修前の北口（2004年7月）

## 駅構造
単式ホーム（一部切欠きホーム）1面2線、島式ホーム1面2線を持つ地上駅である。両ホームと南口駅舎との間は跨線橋で連絡している。
JR東日本新潟シティクリエイト（JENIC）が運営する業務委託駅で、燕三条駅が管理している。1番線に面する正面口駅舎（北側）内には、有人改札口とみどりの窓口、自動券売機、自動改札機（Suica対応）、自動精算機、待合室、コンビニエンスストア（Suica電子マネー利用可）が設置されており、早朝夜間は無人となる。また、南口駅舎は終日無人であり、自動券売機、自動改札機（Suica対応）、利用客対応用のインターホン、自動販売機などが設置されている。

### のりば
| 番線 | 路線      | 方向         | 行先                   | 備考         |
| ---- | --------- | ------------ | ---------------------- | ------------ |
| 0    | ■弥彦線   | 上り         | 燕三条・吉田・弥彦方面 | 当駅始発     |
| 1    | ■信越本線 | 下り         | 加茂・新津・新潟方面   |              |
| 2    | ■信越本線 | （待避列車） | （待避列車）           | （待避列車） |
| 2    | ■弥彦線   | 上り         | 燕三条・吉田・弥彦方面 |              |
| 3    | ■信越本線 | 上り         | 長岡方面               |              |

0番線は、1番線の長岡寄りに設けられた切欠きホームで、弥彦線専用のホームとなっている。また、2番線から発車する定期旅客列車は、2019年（令和元年）8月現在、弥彦線の朝の1本のみである。そのほか、長岡大花火大会に伴う当駅始発の臨時列車や、ダイヤ乱れ時の列車の待避、当駅までの区間運休時に用いられることがある。
弥彦線の三条市街地区間の連続立体交差事業の着手前は、駅東側にあった島式の4・5番線から弥彦線が発着しており、跨線橋下の構内踏切を渡った南側に南口駅舎が設置され、1990年代はじめまで出改札係員が配置されていた（のちに終日無人化された）。しかし、高架化後にホームは撤去され、跨線橋部分をそのまま活用する形で南口が移設された。自動改札機設置前は駅の入口の機能のみで、跨線橋の階段を上り切ったところに券売機と改札ラッチが設置されているだけだったが、改札機設置に伴い、階段下に駅舎が建設された。
このほか、正面口駅舎のコンビニが設けられているスペースには、過去に食堂やレストラン、喫茶店などが入居していた。また、構内の改札口付近には立ち食い蕎麦店もあった。

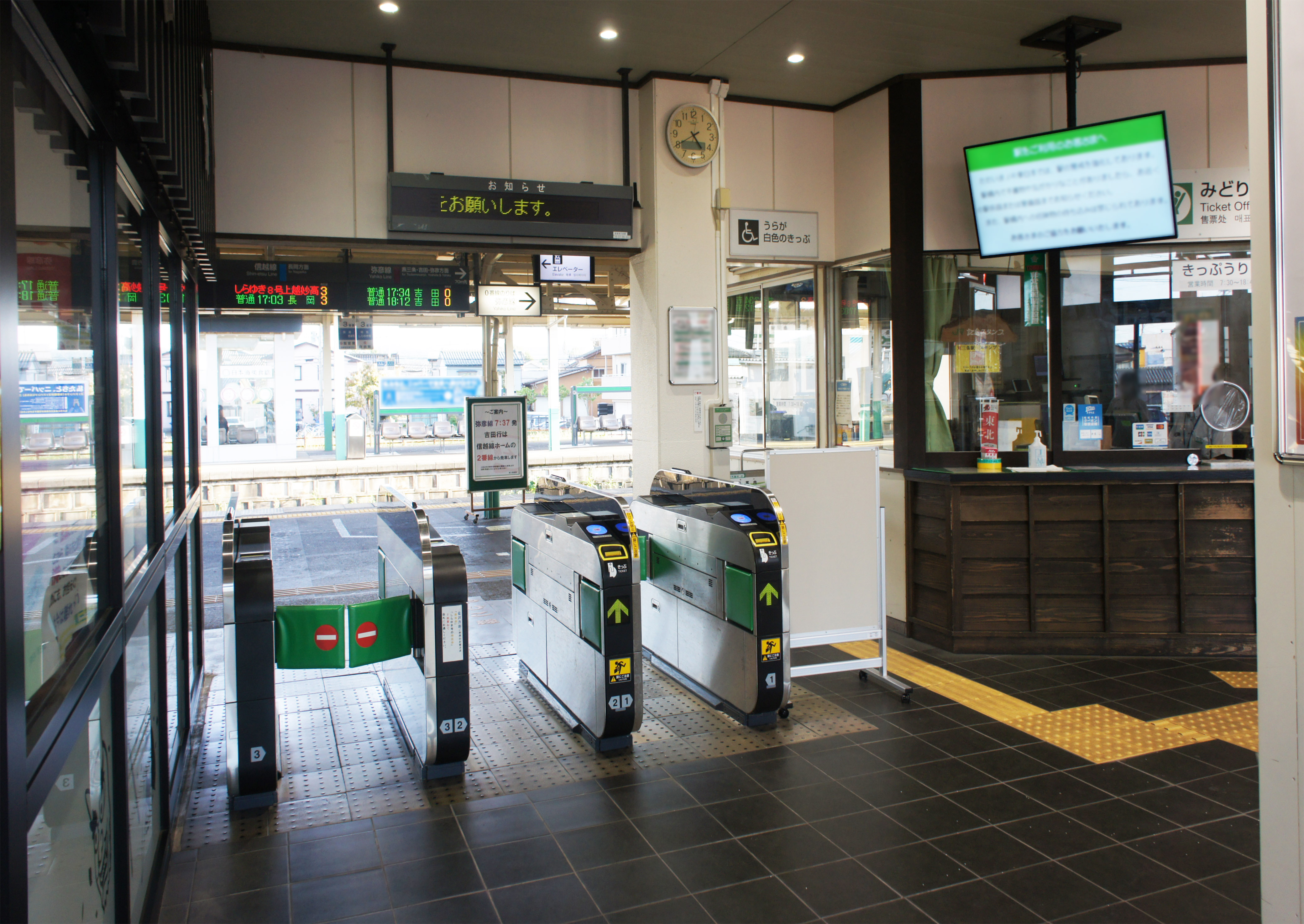
北口改札口（2021年9月）
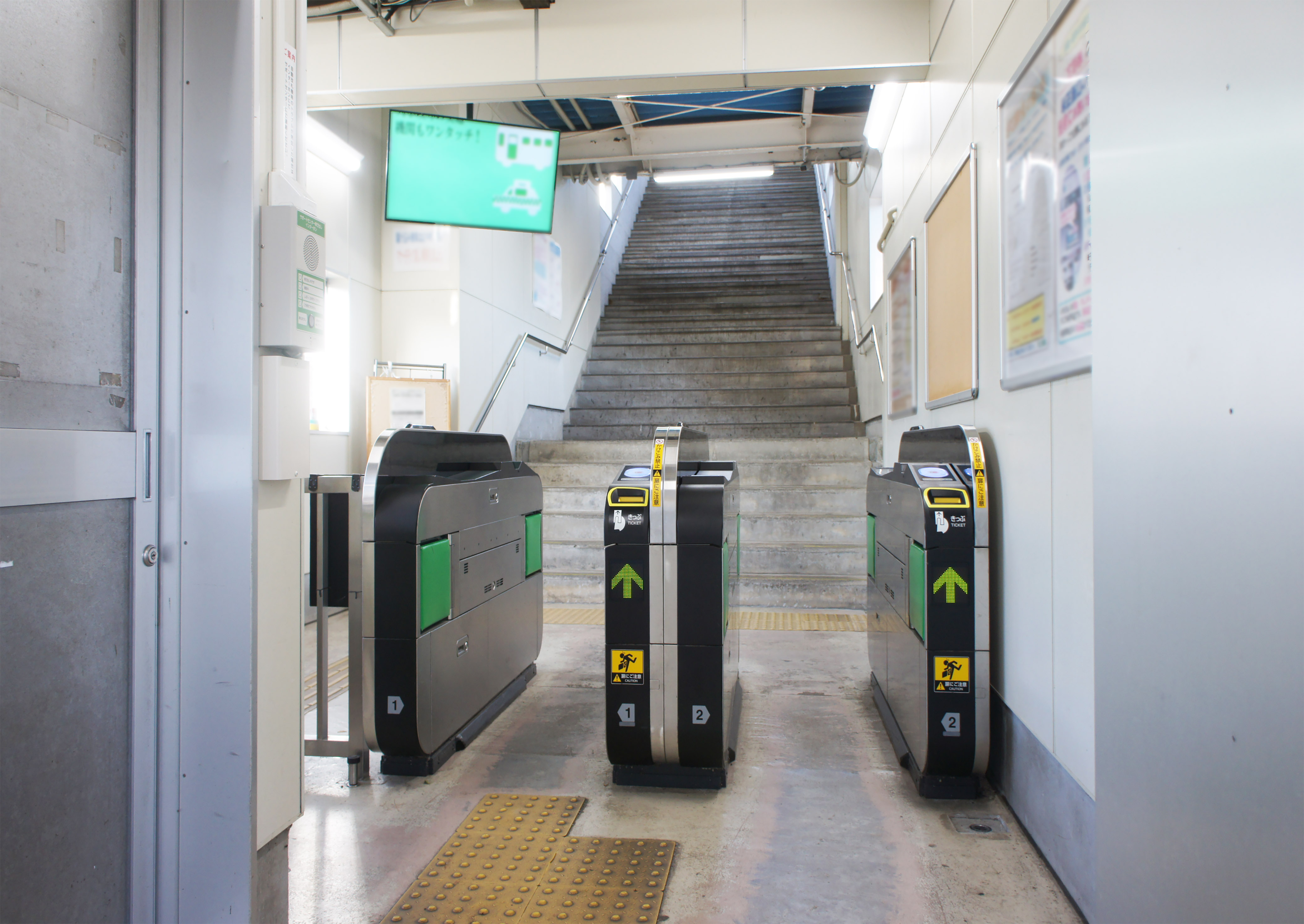
南口改札口（2021年9月）
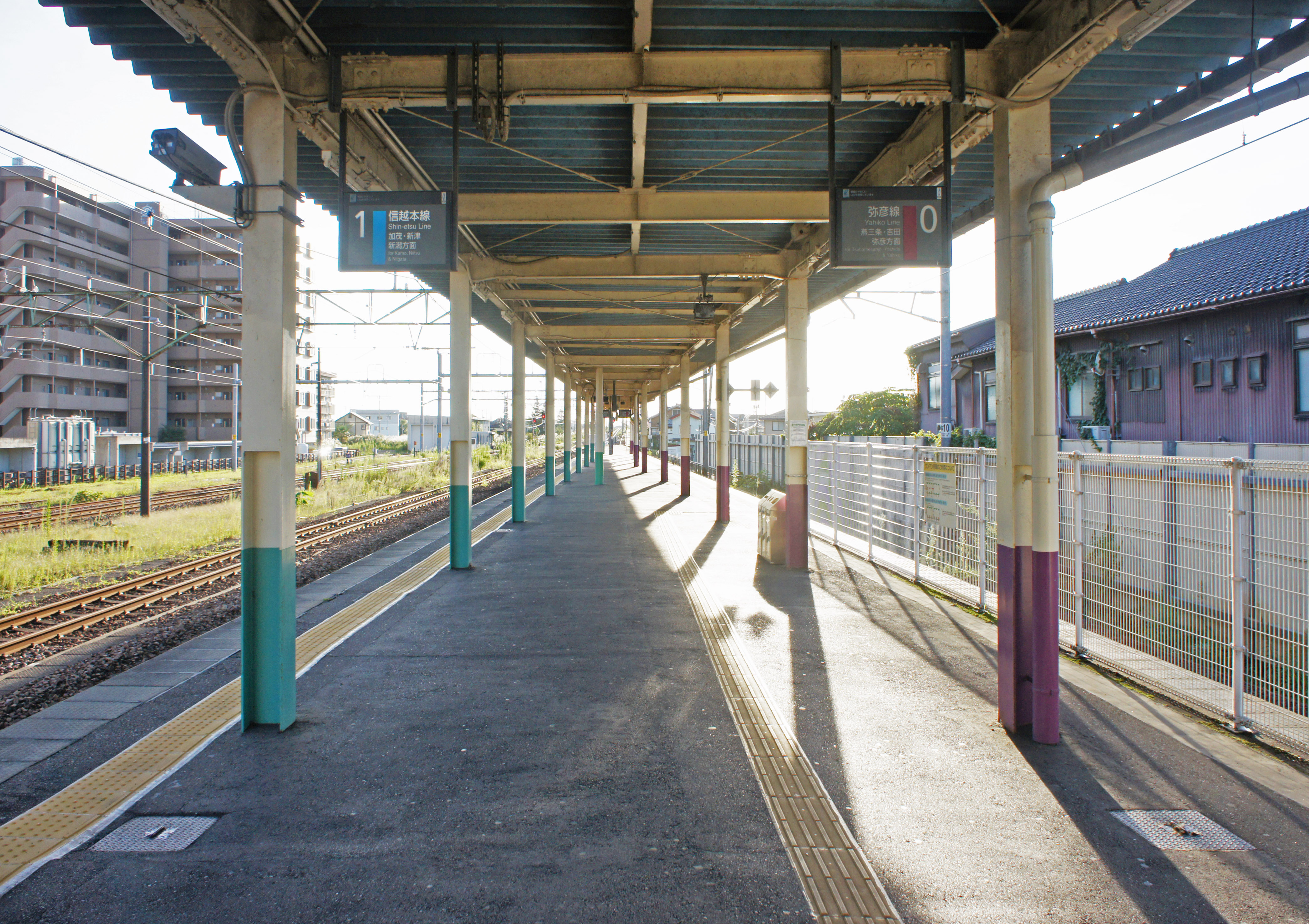
0・1番線ホーム（2021年9月）
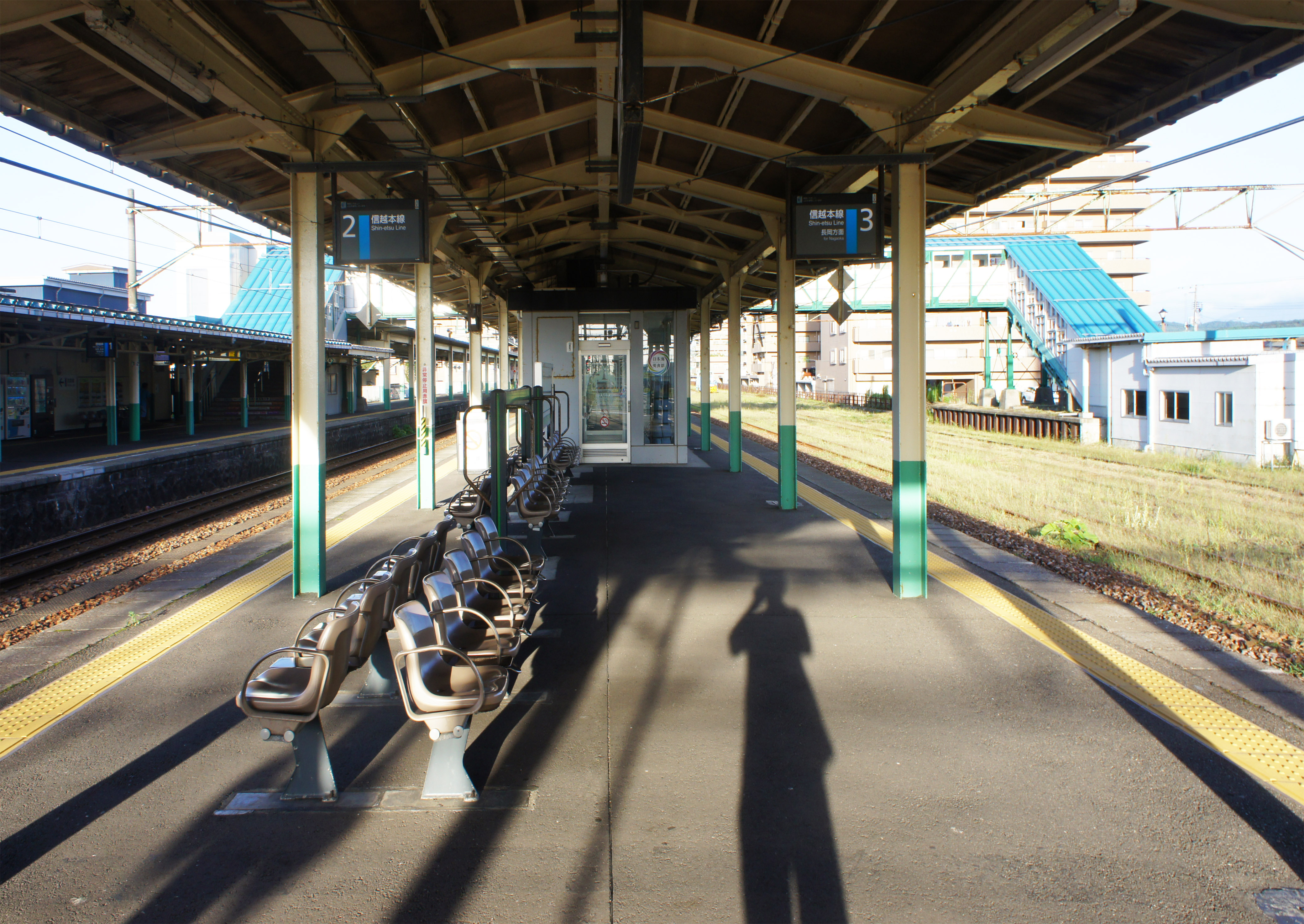
2・3番線ホーム（2021年9月）
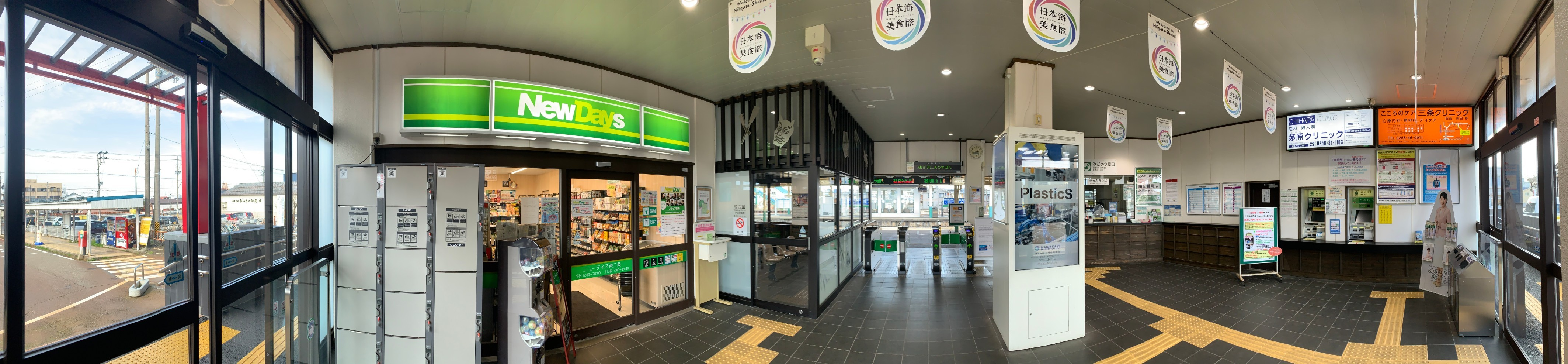
コンコース全景（2020年3月）

## 東三条オフレールステーション
東三条オフレールステーション（略称、東三条ORS）は、かつてJR貨物東三条駅に属していたコンテナ集配基地である。旅客駅の東側（住所は三条市三竹三丁目1-60）に設置されていた。12フィートのコンテナ貨物を取扱っており、貨物列車代替のトラック便が南長岡駅との間で1日3往復・新潟貨物ターミナル駅との間で1日6往復の運行されていた。
かつてJR貨物東三条駅は貨物列車が発着していたが、1998年（平成10年）にトラック代行輸送に転換され自動車代行駅となった。2006年（平成18年）には、駅の一部がオフレールステーションとなった。
しかし、2012年（平成24年）のダイヤ改正でそのトラック便も廃止され、東三条オフレールステーションの営業は終了した。同時に、JR貨物東三条駅は、貨物列車・トラック便ともに定期便の設定がない車扱臨時取扱駅となった。

## 利用状況
JR東日本によると、2023年度（令和5年度）の1日平均乗車人員は2,282人である。
2000年度（平成12年度）以降の推移は以下のとおりである。
| 1日平均乗車人員推移 | 1日平均乗車人員推移 | 1日平均乗車人員推移 | 1日平均乗車人員推移 | 1日平均乗車人員推移 |
| 年度                | 定期外              | 定期                | 合計                | 出典                |
| ------------------- | ------------------- | ------------------- | ------------------- | ------------------- |
| 2000年（平成12年）  |                     |                     | 3,380               | [ 利用客数 2 ]      |
| 2001年（平成13年）  |                     |                     | 3,313               | [ 利用客数 3 ]      |
| 2002年（平成14年）  |                     |                     | 3,138               | [ 利用客数 4 ]      |
| 2003年（平成15年）  |                     |                     | 3,048               | [ 利用客数 5 ]      |
| 2004年（平成16年）  |                     |                     | 2,917               | [ 利用客数 6 ]      |
| 2005年（平成17年）  |                     |                     | 2,993               | [ 利用客数 7 ]      |
| 2006年（平成18年）  |                     |                     | 2,942               | [ 利用客数 8 ]      |
| 2007年（平成19年）  |                     |                     | 2,877               | [ 利用客数 9 ]      |
| 2008年（平成20年）  |                     |                     | 2,886               | [ 利用客数 10 ]     |
| 2009年（平成21年）  |                     |                     | 2,762               | [ 利用客数 11 ]     |
| 2010年（平成22年）  |                     |                     | 2,771               | [ 利用客数 12 ]     |
| 2011年（平成23年）  |                     |                     | 2,847               | [ 利用客数 13 ]     |
| 2012年（平成24年）  | 564                 | 2,338               | 2,902               | [ 利用客数 14 ]     |
| 2013年（平成25年）  | 569                 | 2,378               | 2,947               | [ 利用客数 15 ]     |
| 2014年（平成26年）  | 575                 | 2,227               | 2,803               | [ 利用客数 16 ]     |
| 2015年（平成27年）  | 584                 | 2,286               | 2,870               | [ 利用客数 17 ]     |
| 2016年（平成28年）  | 580                 | 2,201               | 2,781               | [ 利用客数 18 ]     |
| 2017年（平成29年）  | 569                 | 2,164               | 2,733               | [ 利用客数 19 ]     |
| 2018年（平成30年）  | 569                 | 2,135               | 2,704               | [ 利用客数 20 ]     |
| 2019年（令和元年）  | 539                 | 2,045               | 2,584               | [ 利用客数 21 ]     |
| 2020年（令和02年）  | 342                 | 1,855               | 2,198               | [ 利用客数 22 ]     |
| 2021年（令和03年）  | 354                 | 1,776               | 2,131               | [ 利用客数 23 ]     |
| 2022年（令和04年）  | 408                 | 1,782               | 2,191               | [ 利用客数 24 ]     |
| 2023年（令和05年）  | 458                 | 1,824               | 2,282               | [ 利用客数 1 ]      |

## 駅周辺

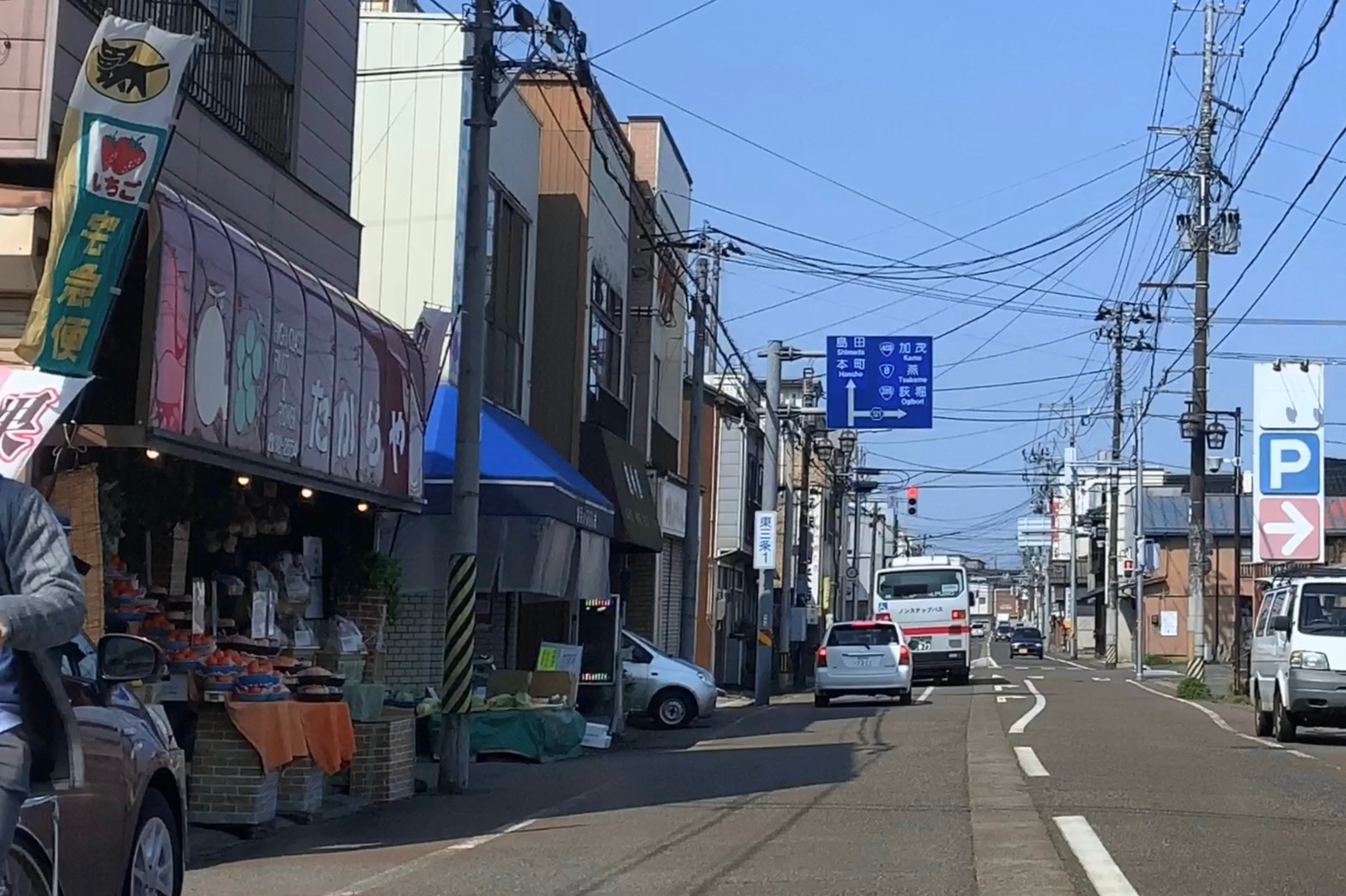
駅前の東三条商店街（2020年4月）

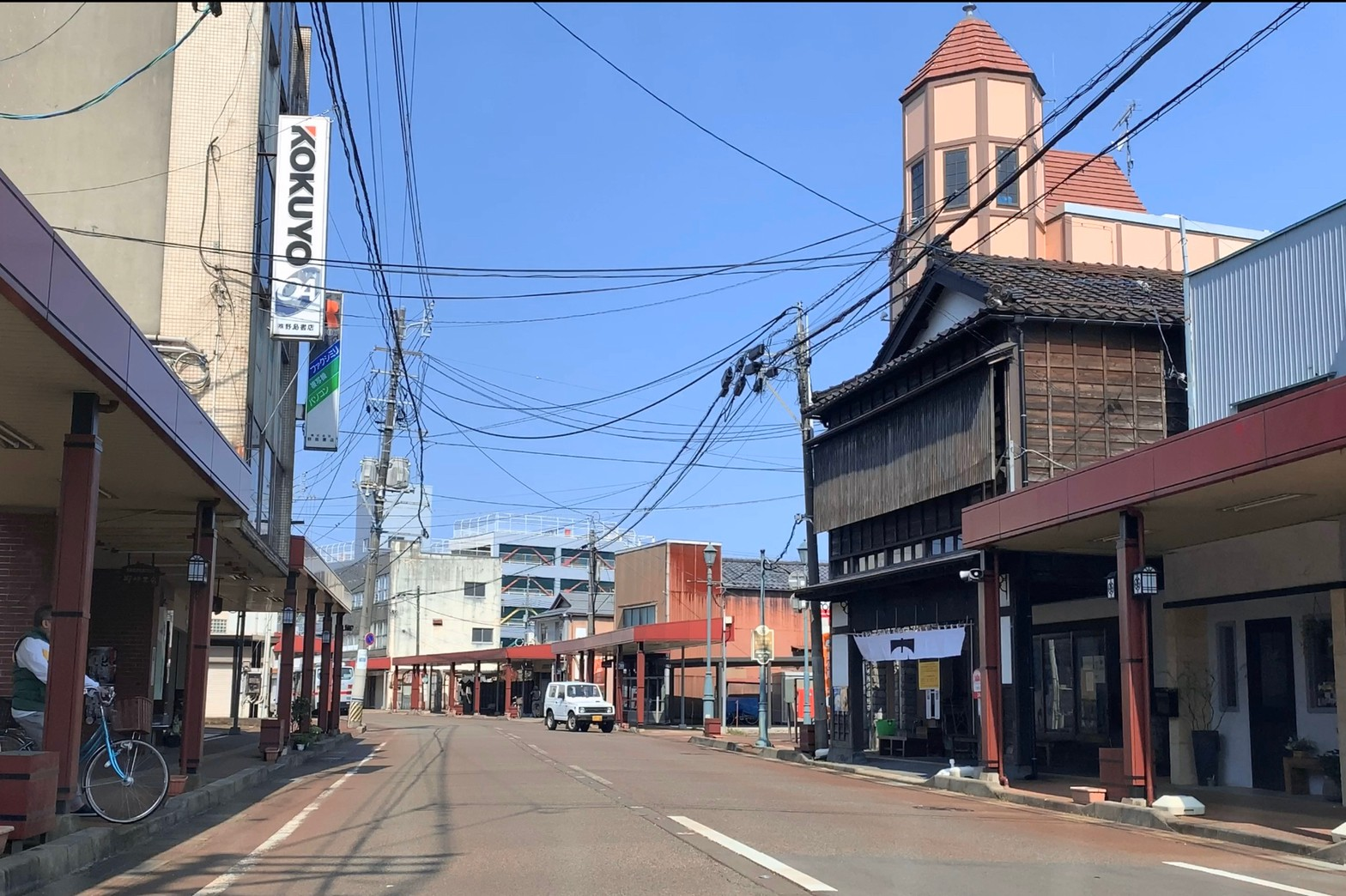
駅から1 kmほど西側の一ノ木戸商店街。奥の立体駐車場は再開発ビル「パルム」（2020年4月）

当駅の北口周辺には商店街（東三条商店街）が形成されている。1975年（昭和50年）開店の長崎屋東三条店が核となっていたが、大型商業施設の集積地は燕三条駅周辺の国道8号、国道289号沿いへと移っていき、同店は2002年（平成14年）2月に閉店。同店跡地では駅の送迎や周辺店舗の利用者向けの駐停車場が整備され、2018年（平成30年）9月に供用を開始した。
一方、当駅の西側、五十嵐川と弥彦線に挟まれた地域には古くからの市街地が広がっており、県道331号沿いには片持ち式アーケードの架かる商店街（一ノ木戸商店街）が形成されている。

### 北口側
- 東三条郵便局
- 新潟地方裁判所三条支部
- 新潟地方検察庁三条支部
- 新潟県道121号東三条停車場線
- 新潟県立三条東高等学校

### 南口側
住宅地となっており、線路脇にはマンションが立ち並ぶ。なお、三条市役所へは北三条駅が最寄り駅となる。
- 新潟県立三条商業高等学校

## バス路線

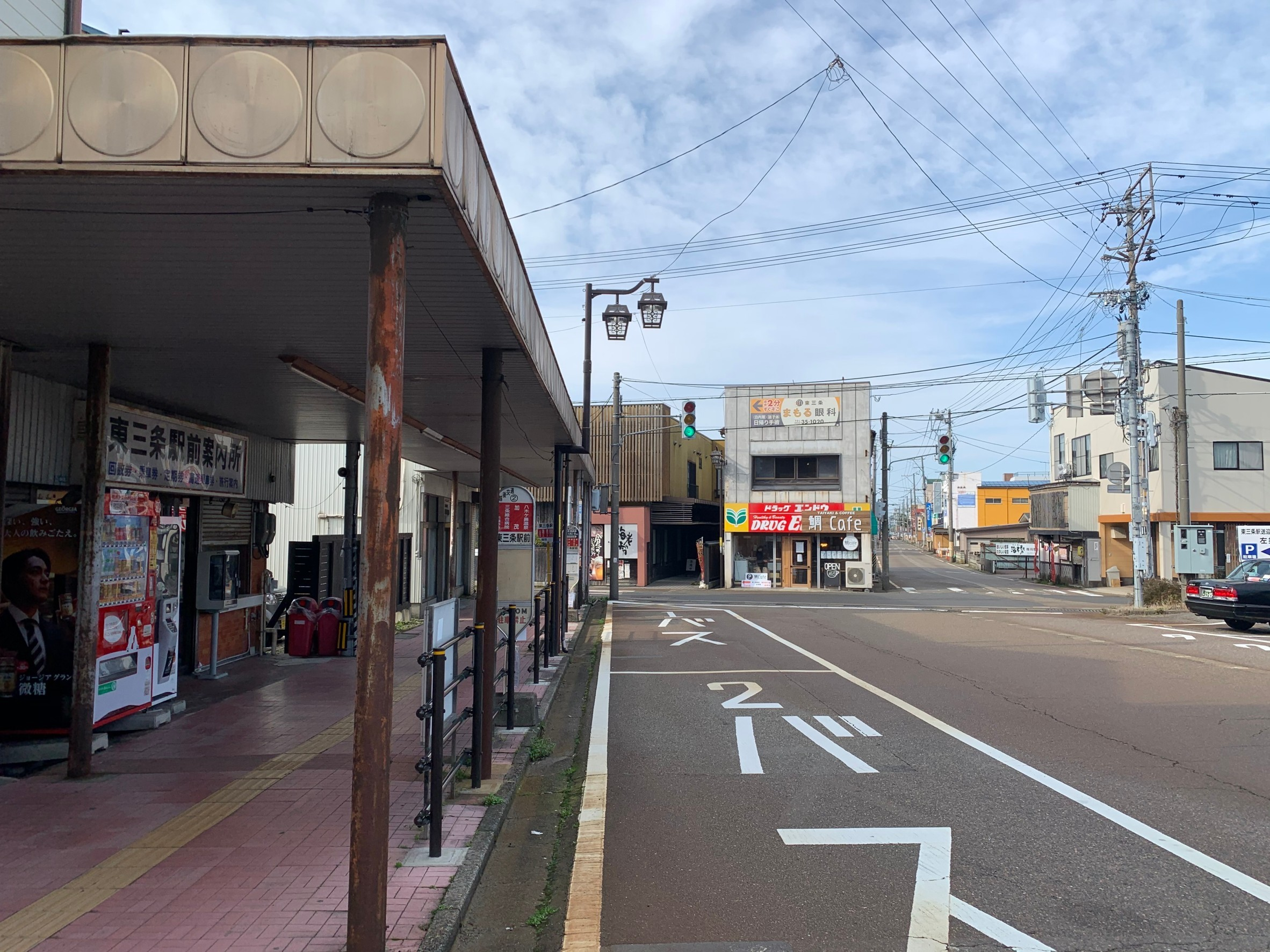
越後交通東三条駅前案内所・バスのりば（2020年3月）

北口駅前に設置された「東三条駅前」バス停からは越後交通、新潟交通観光バスの路線バスが発着している。
越後交通は改札を出て左手のバス停、新潟交通観光バスは改札を出て右手のバス停にそれぞれ発着している。越後交通ののりば脇には有人の案内所があったが2023年（令和5年）4月10日に廃止され、同年6月から東三条駅前バス待合所となっている。
2025年（令和7年）4月時点での路線は以下のとおりである。
| のりば     | 運行事業者                        | 路線・行先 | 出典                                      |
| ---------- | --------------------------------- | --- | ----------------------------------------- |
| 1          | 越後交通                          | - 高速：京都・大阪（なんば）・堺方面 - 済生会病院方面 - 地場産センター・寺泊方面 - 燕駅前／寺泊方面 - 弥彦競輪場方面（弥彦競輪開催日のみ） - 県央工業高校方面 | [ 20 ] [ 21 ] [ 22 ] [ 23 ] [ 24 ] [ 25 ] |
| 2          | 越後交通                          | - 八木ヶ鼻温泉方面 - 三条営業所方面 - 道の駅庭園の郷保内方面                                                                                                  | [ 26 ] [ 27 ] [ 28 ]                      |
|            | 三条市内循環バス （ぐるっとさん） | - 嵐北・嵐南線 - 三条循環線 - 燕三条ライン - 嵐南コース - 井栗線                                                                                              | [ 29 ]                                    |
| 東三条駅前 | 新潟交通観光バス                  | S 東三条線：新潟駅前（県内高速「ときライナー」） | [ 30 ]                                    |

## 隣の駅
東日本旅客鉄道（JR東日本）
■信越本線
- 特急「しらゆき」停車駅

■快速
三条駅 - 東三条駅 - 加茂駅
■普通
三条駅 - 東三条駅 - 保内駅
■弥彦線
北三条駅 - 東三条駅

### かつて存在した路線
日本国有鉄道
弥彦線（廃止区間）
東三条駅 - 越後大崎駅

### 記事本文